# 盧奐
盧奐（？—？），滑州灵昌（今河南滑县西南）人，唐代官員。

## 生平
盧懷慎之子。历任御史中丞，出任陕州刺史。官至廣州太守。盧奐清廉節操，廣州地多奇珍異寶，“遐方之地，貪吏斂迹，人用安之”，“中人之市舶者亦不敢干其法，遠俗爲安”，開元年間“治廣有清節者”，僅有宋璟、裴伷先、李朝隱、盧奂四人。盧奂在廣州時曾接待鑑真至廣州大雲寺。唐玄宗嘉其美政：“專城之重，分陝之雄，亦既利物”。加銀青光禄大夫，“入爲尚書右丞”。